# Liga de Campeones Árabe 2003-04
La Liga de Campeones Árabe 2003-04 es la 20.ª edición de este torneo de fútbol a nivel de clubes del Mundo Árabe organizado por la UAFA y patrocinado por el Sheikh Saleh Kamel, el cual tuvo la participación de 32 equipos representantes de África del Norte, Medio Oriente y África del Este, 15 más que en la edición anterior.
Se utilizó un nuevo sistema de competencia, el cual consistía en 5 rondas, en donde su etapa de semifinales y la final se jugaron en Beirut, Líbano, como la última edición en la que la final se disputaría a un partido.
El CS Sfaxien de Túnez venció en la final al Ismaily SC de Egipto para ganar el título por segunda ocasión.

## Primera Ronda

### Sección Asiática
Los partidos se jugaron entre el 27 de octubre y el 3 de noviembre del 2003.
| Equipo 1          | Agr.    | Equipo 2          | Ida | Vuelta |
| ----------------- | ------- | ----------------- | --- | ------ |
| Al-Jaish          | 3–3 (a) | Al-Hilal          | 2–2 | 1–1    |
| Al-Aqsa SC        | 3–4     | Al-Zawra'a        | 1–3 | 2–1    |
| Olympic Beirut    | 2–2 (a) | Al-Wehdat         | 1–2 | 1–0    |
| Al-Qadsia         | 1–3     | Al-Ahli Jeddah    | 1–2 | 0–1    |
| Riffa SC          | 4–4 (a) | Kuwait SC         | 4–2 | 0–2    |
| Al-Nasr           | 3–4     | Al-Faisaly        | 2–0 | 1–4    |
| Al-Ittihad Aleppo | 0–2     | Al-Ittihad Jeddah | 0–0 | 0–2    |
| Shaab Ibb         | 2–5     | Al-Talaba         | 1–1 | 1–4    |

### Sección Africana
Los partidos se jugaron entre los días 30 de septiembre y 22 de octubre del 2003.
| Equipo 1           | Agr. | Equipo 2           | Ida | Vuelta |
| ------------------ | ---- | ------------------ | --- | ------ |
| CS Sfaxien         | 5–3  | Al-Hilal Benghazi  | 3–1 | 2–2    |
| FC Nouadhibou      | 2–7  | Zamalek SC         | 1–2 | 1–5    |
| Al-Hilal Club      | 3–7  | Espérance de Tunis | 3–1 | 0–6    |
| MAS Fez            | 2–3  | USM Blida          | 1–3 | 1–0    |
| Al-Ittihad Tripoli | 2–5  | Étoile du Sahel    | 1–5 | 1–0    |
| MC Oran            | 3–7  | El-Ismaily         | 1–1 | 2–6    |
| Hassania Agadir    | 0–3  | Al Ahly            | 0–0 | 0–3    |
| Al-Merrikh         | 1–5  | NA Hussein Dey     | 0–2 | 1–3    |

## Segunda Ronda

### Grupo A
| Equipo 1    | Equipo 2    | Ida | Vuelta |
| ----------- | ----------- | --- | ------ |
| Al-Hilal FC | Al-Zawraa   | 3-0 | 0-0    |
| Al-Wahdat   | Al-Ahli     | 0-1 | 1-2    |
| Al-Ahli     | Al-Hilal FC | 1-1 | 0-3    |
| Al-Zawraa   | Al-Wahdat   | 3-0 | 2-2    |
| Al-Hilal FC | Al-Wahdat   | 2-0 | 1-0    |
| Al-Zawraa   | Al-Ahli     | 1-3 | 2-2    |

| Club        | J | G | E | P | GF | GC | Pts. |
| ----------- | - | - | - | - | -- | -- | ---- |
| Al-Hilal FC | 6 | 4 | 2 | 0 | 10 | 1  | 14   |
| Al-Ahli     | 6 | 3 | 2 | 1 | 9  | 8  | 11   |
| Al-Zawraa   | 6 | 1 | 3 | 2 | 8  | 10 | 6    |
| Al-Wahdat   | 6 | 0 | 1 | 5 | 3  | 11 | 1    |

### Grupo B
| Equipo 1         | Equipo 2         | Ida | Vuelta |
| ---------------- | ---------------- | --- | ------ |
| Al Kuwait Kaifan | Al-Faisaly       | 5-1 | 1-0    |
| Al-Ittihad       | Al-Talaba        | 0-0 | 0-0    |
| Al-Faisaly       | Al-Ittihad       | 0-0 | 0-3    |
| Al-Talaba        | Al Kuwait Kaifan | 2-1 | 2-2    |
| Al-Faisaly       | Al-Talaba        | 1-2 | 0-2    |
| Al-Ittihad       | Al Kuwait Kaifan | 3-1 | 1-0    |

| Club             | J | G | E | P | GF | GC | Pts. |
| ---------------- | - | - | - | - | -- | -- | ---- |
| Al-Ittihad       | 6 | 3 | 3 | 0 | 6  | 1  | 12   |
| Al-Talaba        | 6 | 3 | 3 | 0 | 8  | 4  | 12   |
| Al Kuwait Kaifan | 6 | 2 | 1 | 3 | 10 | 9  | 7    |
| Al-Faisaly       | 6 | 0 | 1 | 5 | 2  | 13 | 1    |

### Grupo C
| Equipo 1   | Equipo 2   | Ida | Vuelta |
| ---------- | ---------- | --- | ------ |
| CS Sfaxien | Zamalek SC | 1-3 | 2-0    |
| Espérance  | USM Blida  | 2-1 | 5-0    |
| Zamalek SC | Espérance  | 3-0 | 2-1    |
| USM Blida  | CS Sfaxien | 2-2 | 0-1    |
| CS Sfaxien | Espérance  | 0-1 | 3-1    |
| Zamalek SC | USM Blida  | 1-1 | 2-0    |

| Club       | J | G | E | P | GF | GC | Pts. |
| ---------- | - | - | - | - | -- | -- | ---- |
| Zamalek SC | 6 | 4 | 1 | 1 | 11 | 5  | 13   |
| CS Sfaxien | 6 | 3 | 1 | 2 | 9  | 7  | 10   |
| Espérance  | 6 | 3 | 0 | 3 | 10 | 9  | 9    |
| USM Blida  | 6 | 0 | 2 | 4 | 4  | 13 | 2    |

### Grupo D
| Equipo 1        | Equipo 2        | Ida | Vuelta |
| --------------- | --------------- | --- | ------ |
| Al-Ahly         | NA Hussein-Dey  | 1-1 | 1-0    |
| Étoile du Sahel | Ismaily SC      | 1-1 | 2-2    |
| NA Hussein-Dey  | Étoile du Sahel | 1-0 | 0-2    |
| Ismaily SC      | Al-Ahly         | 4-0 | 0-1    |
| Étoile du Sahel | Al-Ahly         | 0-0 | 0-0    |
| Ismaily SC      | NA Hussein-Dey  | 1-0 | 0-0    |

| Club            | J | G | E | P | GF | GC | Pts. |
| --------------- | - | - | - | - | -- | -- | ---- |
| Ismaily SC      | 6 | 2 | 3 | 1 | 8  | 4  | 9    |
| Al-Ahly         | 6 | 2 | 3 | 1 | 3  | 5  | 9    |
| Étoile du Sahel | 6 | 1 | 4 | 1 | 5  | 4  | 7    |
| NA Hussein-Dey  | 6 | 1 | 2 | 3 | 2  | 5  | 5    |

## Tercera Ronda

### Grupo 1
| Equipo 1   | Equipo 2   | Ida | Vuelta |
| ---------- | ---------- | --- | ------ |
| Al-Ittihad | CS Sfaxien | 1-1 | 1-2    |
| Al-Ahli    | Ismaily SC | 3-3 | 0-1    |
| CS Sfaxien | Al-Ahli    | 1-1 | 1-1    |
| Ismaily SC | Al-Ittihad | 1-0 | 2-2    |
| Al-Ittihad | Al-Ahli    | 2-3 | 1-1    |
| CS Sfaxien | Ismaily SC | 4-0 | 3-0    |

| Club       | J | G | E | P | GF | GC | Pts. |
| ---------- | - | - | - | - | -- | -- | ---- |
| CS Sfaxien | 6 | 3 | 3 | 0 | 12 | 4  | 9    |
| Ismaily SC | 6 | 2 | 2 | 2 | 7  | 12 | 8    |
| Al-Ahli    | 6 | 1 | 4 | 1 | 9  | 9  | 7    |
| Al-Ittihad | 6 | 0 | 3 | 3 | 7  | 10 | 3    |

### Grupo 2
El Al-Ahly de Egipto abandonó el torneo en la segunda jornada, por lo que su partido inaugural ante el Al-Hilal FC de Arabia Saudita (0-0) fue anulado.
| Equipo 1    | Equipo 2    | Ida | Vuelta |
| ----------- | ----------- | --- | ------ |
| Al-Talaba   | Zamalek SC  | 1-2 | 0-2    |
| Al-Hilal FC | Al-Talaba   | 1-0 | 1-3    |
| Zamalek SC  | Al-Hilal FC | 1-1 | 0-2    |

| Club        | J                  | G                  | E                  | P                  | GF                 | GC                 | Pts.               |
| ----------- | ------------------ | ------------------ | ------------------ | ------------------ | ------------------ | ------------------ | ------------------ |
| Al-Hilal FC | 4                  | 2                  | 1                  | 1                  | 5                  | 4                  | 7                  |
| Zamalek SC  | 4                  | 2                  | 1                  | 1                  | 5                  | 4                  | 7                  |
| Al-Talaba   | 4                  | 1                  | 0                  | 3                  | 4                  | 6                  | 3                  |
| Al-Ahly     | Abandonó el Torneo | Abandonó el Torneo | Abandonó el Torneo | Abandonó el Torneo | Abandonó el Torneo | Abandonó el Torneo | Abandonó el Torneo |

## Ronda Final

### Semifinales
| 23 de junio de 2004 | Zamalek SC | 0–2 | CS Sfaxien          | Camille Chamoun Stadium, Beirut, Líbano |  |
|                     |            |     | Ba 18' · N'Daye 85' |                                         |  |

| 23 de junio de 2004 | Al-Hilal | 0–2 | El-Ismaily                        | Camille Chamoun Stadium, Beirut, Líbano |  |
|                     |          |     | Gamal 53' · Al-Dossari 64' (a.g.) |                                         |  |

| 25 de junio de 2004 | CS Sfaxien             | 2–1 | Zamalek SC | Camille Chamoun Stadium, Beirut, Líbano |  |
|                     | Ba 85' · N'Daye 90+17' |     | Ali 35'    |                                         |  |

| 25 de junio de 2004 | El-Ismaily | 1–2 | Al-Hilal                  | Camille Chamoun Stadium, Beirut, Líbano |  |
|                     | Gamal 29'  |     | Ceesay 67' · Al-Ali 90+1' |                                         |  |

### Tercer Lugar
| 27 de junio de 2004 | Zamalek SC                           | 3–2 | Al-Hilal                         | Camille Chamoun Stadium, Beirut, Líbano |  |
|                     | Saleh 6' · El-Tabei 26' · Seddek 83' |     | Al-Shalhoub 15' · Al-Swaileh 40' |                                         |  |

### Final
| 27 de junio de 2004 | CS Sfaxien                           | 0–0 (4–3 p.)               | El-Ismaily                                | Camille Chamoun Stadium, Beirut, Líbano |  |
|                     |                                      |                            |                                           | Árbitro(s): Mohamed Guezzaz             |  |
|                     |                                      | Tiros desde el punto penal |                                           |                                         |  |
|                     | N'Daye · Fawzi · Abdi · Ba · El Taib |                            | Said · Fathy · Homos · Abougrisha · Gamal |                                         |  |

## Campeón
| Liga de Campeones Árabe 2003-04 |
| ------------------------------- |
| Bandera de Túnez                |
| CS Sfaxien 2º Título            |